# بريان يونغ (سياسي)
بريان يونغ (بالإنجليزية: Bryan Young)‏ هو سياسي أمريكي، ولد في 14 يناير 1800، وتوفي في 14 مايو 1882. نشط حزبياً في حزب اليمين. وقد انتخب عضو مجلس النواب الأمريكي.